# Torre Florentina de Buire
La Torre Florentina de Buire, ubicada en la ciudad de Buire, en el departamento de Aisne, en Picardía, en Francia, es un antiguo enclavamiento.

## Descripción
De una altura de 45.76 metros y clasificada desde el 6 de noviembre de 1995 como un monumento, La Torre Florentina de Buire fue diseñada por el arquitecto francés Gustave Umbdenstock y el ingeniero Raoul Dautry, empleado por la Compagnie des chemins de fer du Nord (Compañía de Ferrocarriles del Norte de Francia). Su construcción se decidió con el desarrollo de la estación de Hirson, segundo patio de maniobras francés (después París) en el siglo XX.
Fue construida en 1920-1921 con hormigón armado y está inspirada en el estilo tradicional de los campanarios del Norte de Francia, y con la incorporación de ladrillos y cerámicas del estilo Art decó.
Se compone de seis plantas:
- Planta baja: entrada de los cables
- 1 ª planta: almacene
- 2 ª planta: no afectada
- 3 ª planta: pequeño taller
- 4 ª planta: sanitario
- 5 ª planta: sala de los relés
- 6 ª planta: sala de control con panel óptico del sistema de desvío Mors.

En su altura, la torre fue equipada con cuatro relojes (uno para cada dirección cardinal) de 3,20 metros de diámetro.
El nombre ‘’Florentina’’ se explica por referencia a los edificios típicos de Florencia o el hecho de que el contratista de la torre de Lens era florentino.
Está abandonada desde los bombardeos de 1944.